# 国家地方警察兵庫県本部
国家地方警察兵庫県本部（こっかちほうけいさつひょうごけんほんぶ）は、旧警察法時代に存在した兵庫県の都道府県国家地方警察で、自治体警察を設けない地域を管轄区域とする。また国家地方警察大阪警察管区本部の行政管理を受ける。
1954年（昭和29年）の新警察法の公布により廃止され、新たに都道府県警察として兵庫県警察本部が発足した。

## 組織
1948年（昭和23年）時点
- 総務部
  - 秘書調査課、会計課
- 警務部 　 
  - 人事装備課、教養課
- 刑事部 　 
  - 捜査課、鑑識課、防犯統計課
- 警備部 　 
  - 警備課、交通課、通信課

## 地区警察署
1948年（昭和23年）時点
- 川辺地区警察署
- 有馬地区警察署
- 多紀地区警察署
- 氷上地区警察署
- 美嚢地区警察署
- 加西地区警察署
- 加東地区警察署
- 多可地区警察署
- 加古地区警察署
- 印南地区警察署
- 飾磨地区警察署
- 神崎地区警察署
- 揖保地区警察署
- 赤穂地区警察署
- 佐用地区警察署
- 宍粟地区警察署
- 安積地区警察署
- 朝来地区警察署
- 養父地区警察署
- 出石地区警察署
- 城崎南地区警察署
- 城崎北地区警察署
- 美方地区警察署
- 村岡地区警察署
- 津名地区警察署
- 三原地区警察署

## 支所
1948年（昭和23年）時点
- 阪神支所
- 摂丹支所
- 東播支所
- 西播支所
- 但馬支所
- 淡路支所

## 県内の自治体警察
- 神戸市警察
- 姫路市警察
- 尼崎市警察
- 明石市警察
- 西宮市警察
- 洲本市警察
- 芦屋市警察
- 伊丹市警察
- 相生市警察
- 豊岡市警察
- 加古川市警察
- 別府町警察
- 髙砂町警察
- 三木町警察
- 北条町警察
- 龍野町警察
- 山崎町警察
- 赤穂町警察